# Nils Duerinck
Nils Duerinck (Vilvoorde, 20 maart 1984) is een voormalige Belgische sprinter, die gespecialiseerd was in de 400 m. Hij maakte vooral naam als lid van de nationale 4 x 400 m estafetteploeg. Eind februari 2013 maakte Duerinck bekend een punt te zetten achter zijn atletiekcarrière.

## Biografie

### Eerste resultaten
Op de Universiade van 2005 in İzmir sneuvelde Duerinck in de halve finale met 46,79 s. Tijdens de Nacht van de Atletiek in 2005 eindigde hij op de 400 m op een laatste en zevende plaats met een tijd van 47,62. Een jaar later behaalde hij een bronzen medaille op de 400 m in 47,63 tijdens de Belgische indoorkampioenschappen in Gent.

### Reserve in Peking
In 2008 was Duerinck geselecteerd voor de Olympische Spelen van Peking. Hij liep mee in de ploeg die in Jambes zorgde voor de limiet. Deze ploeg bestond uit Kevin Borlée, Jonathan Borlée, Cédric Van Branteghem en Nils Duerinck. Hij was, in Peking, net als Arnaud Ghislain reserveloper voor de Belgische 4 x 400 m estafetteploeg. De basisploeg bestond uit Kristof Beyens, Jonathan Borlée, Kevin Borlée en Cédric Van Branteghem. Met Ghislain in plaats van Beyens wist deze ploeg in de finale uiteindelijk beslag te leggen op de vijfde plaats in de nieuwe Belgische recordtijd van 2.59,37. Duerinck hoefde niet in actie te komen.

### Finaleplaats in Berlijn
Bij de Belgische indoorkampioenschappen in 2009 in Gent veroverde Duerinck de eerste nationale seniorentitel van zijn atletiekloopbaan. Daarbij versloeg hij Arnaud Ghislain in een rechtstreeks duel (tijden 47,60 om 47,96).
Wat volgde was een druk buitenseizoen 2009, dat vooral in het teken stond van zijn optredens in de nationale 4 x 400 meterploeg. Allereerst was daar in juni het Europees Teamkampioenschap in het Noorse Bergen. Samen met Antoine Gillet, Arnaud Destatte en Arnaud Ghislain won hij er de 4 x 400 m estafette in 3.07,30, vlak voor het Nederlandse team (3.07,57). Enkele weken later grepen Duerinck, Destatte, Ghislain en Gillet op de Universiade in Belgrado op ditzelfde nummer met een vierde plaats in 3.06,61 net naast het eremetaal.
Op de Belgische kampioenschappen in Oordegem werd hij op de 400 m vervolgens in 46,47 s een goede tweede achter Cédric Van Branteghem (eerste in 46,07) en voor Arnaud Ghislain (derde in 46,87). Het bleek een goede generale voor het optreden van de Belgische nationale ploeg op de 4 x 400 m tijdens de Wereldkampioenschappen in Berlijn in augustus. Ditmaal maakte Duerinck, in tegenstelling tot in Peking het jaar ervoor, deel uit van de basisopstelling. Op de eerste dag van hun optreden wonnen Gillet, Van Branteghem, Duerinck en Kevin Borlée onverwacht hun serie in 3.02,13. Een dag later deed het viertal er in de finale nog een schepje bovenop. Het resulteerde in een eervolle vierde plaats, waarbij het Belgische viertal met 3.01,88 zijn beste seizoenprestatie afleverde. Ze bleven er iets meer dan twee seconden mee verwijderd van het nationale record uit 2008. En dit zonder de Belgische recordhouder op de 400 m, Jonathan Borlée, die in Berlijn vanwege een blessure werkeloos moest toekijken.
Aan het eind van 2009 werden Antoine Gillet, Cédric Van Branteghem, Nils Duerinck en Kevin Borlée vanwege hun prestaties in Berlijn gekozen tot Belgische sportploeg van het jaar.

### Tweede op WK indoor
Een volgende prima prestatie leverde het Belgische 4 x 400 m-viertal op de wereldindoorkampioenschappen van 2010 in Doha, de hoofdstad van Qatar. Nadat Duerinck samen met de gebroeders Borlée en Antoine Gillet zijn land op dit nummer via een onbedreigde serie-overwinning aan een finaleplaats had geholpen in 3.08,84, een Belgisch record, waren de Belgen in die finale zonder Duerinck maar met Van Branteghem nog eens bijna twee seconden sneller in 3.06,94, alweer een recordverbetering. Hiermee veroverden zij de zilveren medaille. Duerinck was in elk geval één dag lang mede-recordhouder geweest.
Bij de Europese kampioenschappen in Barcelona, later dat jaar, speelde Duerinck een dubbelrol. Allereerst trad hij aan voor de 400 m horden, op welk nummer hij, na een derde plaats in zijn serie, tot de halve finale kwam. Later werd hij ingezet in de serie van de 4 x 400 m estafette, die hij samen met Antoine Gillet, Kevin Borlée en Cédric Van Branteghem won in 3.03,49. In de finale startte Arnaud Destatte in zijn plaats en werd Gillet vervangen door Jonathan Borlée. In deze formatie snelden de Belgen naar het brons in 3.02,60.

### Brons op EK indoor 2011
De Belgische 4 x 400 m estafetteploeg reisde begin maart 2011 met hoge verwachtingen af naar Parijs voor deelname aan de Europese indoorkampioenschappen. Was men immers niet tweede geworden achter de Amerikanen op de WK indoor in Doha, het jaar ervoor? Net als in Barcelona tijdens de EK op de buitenbaan werden de Belgen in de Franse hoofdstad echter de voet dwars gezet door andere teams met vergelijkbare ambities. Waren het in Spanje de Russen en de Britten, die de Belgische formatie van het goud hadden afgehouden, ditmaal waren het opnieuw de Britten met daarnaast de Fransen, die in eigen huis vleugels hadden gekregen. Dat het hard ging, bewijst de tijd van 3.06,57, alweer een nationaal record, van de als derde eindigende Belgische formatie, die naast Nils Duerinck bestond uit de gebroeders Borlée en Antoine Gillet.
Op de Olympische Spelen in 2012 liep hij de reeksen van de 4 x 400 meter. In de finale werd hij vervangen door Michaël Bultheel.
Duerinck woont in Grimbergen en is aangesloten bij Vilvoorde AC (VAC).

## Kampioenschappen

### Internationale kampioenschappen
| Onderdeel | Titel             | Jaar |
| --------- | ----------------- | ---- |
| 4 x 400 m | Europees kampioen | 2012 |

### Belgische kampioenschappen
Indoor
| Onderdeel | Jaar                         |
| --------- | ---------------------------- |
| 400 m     | 2004, 2005, 2009, 2011, 2013 |

## Persoonlijke records
| Onderdeel       | Prestatie | Datum            | Plaats   |
| --------------- | --------- | ---------------- | -------- |
| 400 m (outdoor) | 46,34 s   | 18 juli 2010     | Brussel  |
| 400 m (indoor)  | 47,23 s   | 20 februari 2011 | Gent     |
| 400 m horden    | 50,22 s   | 5 juni 2010      | Oordegem |

## Palmares

### 400 m
- 2004:  BK AC indoor - 48,55 s
- 2004:  BK AC- 47,43 s
- 2005:  BK AC indoor - 48,23 s
- 2005:  BK AC - 46,51 s
- 2005: DSQ in ½ fin. EK U23
- 2005: 4e in ½ fin Universiade - 46,79 s
- 2006:  BK AC indoor - 47,63 s
- 2007:  BK AC - 46,97 s
- 2008:  BK AC - 47,04 s
- 2009:  BK AC indoor - 47,60 s
- 2009:  BK AC - 46,47 s
- 2009: 6e in ½ fin Universiade - 47,24 s
- 2010:  BK AC - 46,34 s
- 2011:  BK AC indoor - 47,23 s
- 2013:  BK AC indoor - 47,45 s

### 400 m horden
- 2010: 6e in ½ fin. EK - 50,46 s
- 2011: 3e in 1/2 fin. Universiade - 50,80 s

### 4 x 400 m
- 2009: 1e EK voor nat. teams – 3.07,30
- 2009: 4e Universiade – 3.06,61
- 2009: 4e WK - 3.01,88
- 2010:  WK indoor - 3.06,94 (NR)[2]
- 2010:  EK - 3.02,60[3]
- 2011:  EK indoor - 3.06,57 (NR)
- 2011: 5e WK - 3.00,41
- 2012:  EK - 3.01,09[4]
- 2012: 5e OS - 3.01,83[5]

## Onderscheidingen
- 2009: Sportploeg van het jaar (met 4 x 400 m estafetteploeg)
- 2010: Sportploeg van het jaar (met 4 x 400 m estafetteploeg)
- 2011: Sportploeg van het jaar (met 4 x 400 m estafetteploeg)